# Bad Brückenau

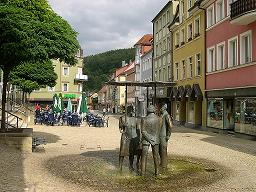
Bad Brückenau (centrul)

Bad Brückenau este un oraș din Franconia Inferioară, landul Bavaria, Germania.